# Rattus argentiventer
Espèce
Statut de conservation UICN

 LC  : Préoccupation mineure
Rattus argentiventer, appelé Rat des rizières ou Rat des champs de riz, est une espèce de rongeur de la famille des Muridae, du genre Rattus, largement répandu en Asie du Sud-Est.

## Description de l'espèce

### Morphologie
Rattus argentiventer est un rat de taille moyenne au pelage gris brun et noir. Son ventre est grisâtre avec les flanc plus blancs. La queue est marron. Il mesure 30,4 à 40 cm de long, plus une queue de 14 à 20 cm et un crâne de 3,7 à 4,1 cm

### Reproduction
Ce rat des rizières peut se reproduire toute l’année
- Cycle œstral : 4 à 5 jours
- Gestation : 3 semaines
- Portée : 3 à 8 petits
- 1 à 12 portées par an

La rate fait un nid 3 à 5 jours avant la mise bas dans lequel les petits sont déposés. Il naissent nus et aveugles. La rate a 12 mamelles pour les nourrir. Les yeux s’ouvrent après 15 jours et les petits sortent du nid, après le sevrage, au bout de 3 semaines. La maturité sexuelle est atteinte au bout de 3 mois. Le père ne s’occupe que très peu des petits, ils sont éduqués par la mère et avec leurs frères et sœurs.

## Distribution et habitat

### Distribution

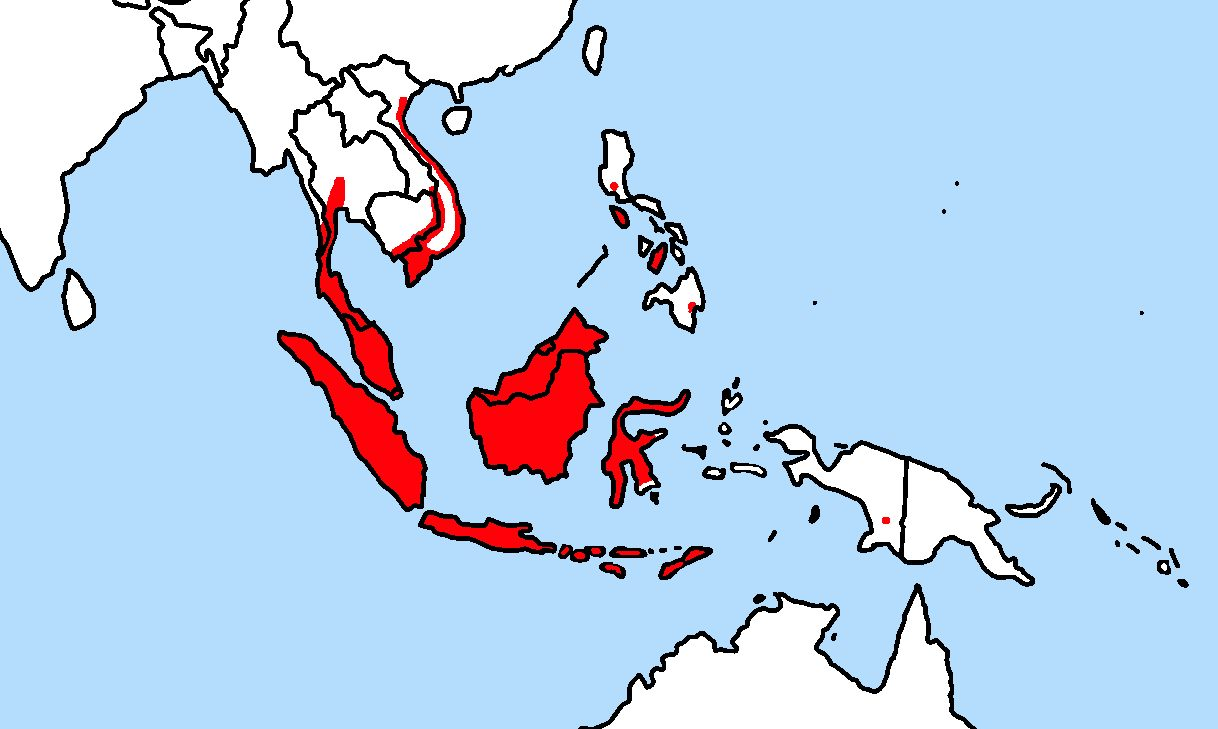
Carte de répartition du rat de rizières.

L'espèce est présente au Cambodge, Laos, Viêt Nam (en incluant les îles Cham et Thô Chu au large de la côte sud), en Thaïlande (incluant l'île de Ko Samui), en Malaisie et Indonésie (Sumatra, Java, Bornéo, Kangean, Bali). L'espèce a été introduite dans les petites îles de la Sonde (Lombok, Sumbawa, Sangeang, Komodo, Rintja, Florès, Adonara, Lembata, Alor, Sumba, Timor, Tanimbar), sur les îles de Nouvelle-Guinée et Sulawesi en Indonésie, et aux Philippines (Cebu, Luçon, Mindoro, Mindoro, Negros).

### Habitat
Ce rat vit principalement dans les zones cultivées comme les rizières et les prés. Il se cache dans des terriers, sous les rochers ou des souches. Il bâtit des nids en amoncelant des matériaux dans son terrier.

### Comportement
Rattus argentiventer est omnivore. Il a un régime varié incluant des termites, sauterelles, escargots, insectes divers, riz, graines, noix, légumes et fruits.
Il vit en grands groupes soumis à une hiérarchie de mâles dominants et de quelques femelles. Les groupes ont un territoire défini. Ce rat pousse des cris, couinements et sifflements, en cas de rencontre hostile.

## Rattus argentiventeret l'Homme

### Espèce nuisible
Ce rat des rizières est souvent responsable de nuisances dans les champs et les cultures. Il est au quatrième rang parmi les rongeurs qui causent le plus de dégâts aux récoltes de riz.

### Menaces
L'Union internationale pour la conservation de la nature la distingue comme espèce de « Préoccupation mineure » (LC) sur sa liste rouge.